# Analiza transakcyjna
Analiza transakcyjna (AT) – stworzona przez Erica Berne’a psychologiczna koncepcja stosunków międzyludzkich, opierająca się na idei wyodrębnienia w Ja trzech współistniejących schematów zachowania i odczuwania przybierających formę: Ja – Dorosły, Ja – Dziecko oraz Ja – Rodzic.

## Stany

### Stan Ja
Stan Ja to spójny zbiór uczuć i doświadczeń bezpośrednio powiązanych z odpowiadającym im spójnym zbiorem zachowań.
Każda osoba przejawia trzy stany Ja, będące źródłem indywidualnych i zróżnicowanych zachowań: Ja Rodzic, Ja Dorosły oraz Ja Dziecko. Jako pierwszy rozwija się stan Dziecka, jako ostatni stan Dorosłego - kiedy dziecko usiłuje zrozumieć świat i odkrywa środki nacisku na innych.

### Dziecko
Dziecko w analizie transakcyjnej to taki stan Ja obok dorosłego i rodzica, w którym człowiek odczuwa i zachowuje się podobnie, jak to czynił w dzieciństwie. W tym stanie osoba skarcona przez szefa w pracy może spuścić głowę, czuć się zawstydzona lub rozgniewana, tak jakby była skarconym dzieckiem. Również dokonywane przez dorosłą osobę "psikusy" są ekspresją stanu Ja-Dziecko.
Stan ten obejmuje popędy, ekspresję opartą na archaicznych zachowaniach typowych dla wczesnego dzieciństwa, a także otwartość i ciekawość poznawczą.
W stanie Ja-Dziecko można wyróżnić dodatkowo postawy:
- Ja-Dziecko Uległe
- Ja-Dziecko Zbuntowane
- Ja-Dziecko Spontaniczne

Wyróżniane są także różne kompilacje stanu Ja-Dziecko z innymi stanami np. z Ja-Dorosłym daje: Ja-Dziecko Mały Profesor.
W psychoanalizie przybliżonym odpowiednikiem Dziecka jest id.

### Dorosły
Dorosły w analizie transakcyjnej jest jednym ze stanów Ja, który charakteryzuje się logicznym myśleniem, konstruktywnym podejściem – takim, jakim cechować powinna się osoba postępująca "dorośle". Działanie, które zapoczątkowuje ten stan Ja, ukierunkowane jest na teraźniejszość i obiektywność.
Osoba "wychodząca" z takiej postawy w kontakcie z inną osobą odpowiada sobie na pytanie: jak to rozwiązać? Co jest istotne w danej sytuacji? Czy dane działanie jest konieczne i jaką formę powinno przyjąć?
Sposób funkcjonowania Ja-Dorosłego polega na analizowaniu rzeczywistości i szacowaniu prawdopodobieństwa, toteż częstym, choć nie do końca prawdziwym porównaniem jest odniesienie tego do komputera chłodno analizującego fakty i wyciągającego logiczne wnioski. 
Stan ten jest szczególnie przydatny w pracy zawodowej i trudnych relacjach interpersonalnych z innymi dorosłymi osobami.
W psychoanalizie przybliżonym odpowiednikiem Dorosłego jest ego.

### Rodzic
Rodzic w analizie transakcyjnej jest jednym z trzech stanów Ja, który zawiera postawy i zachowania pochodzące ze źródeł zewnętrznych, stanowi zbiór doświadczeń powstałych pod wpływem sytuacji kontrolowanych przez rodziców i innych wychowawców. Odpowiada za wartości, normy, nakazy i zakazy, powinności, polecenia. W relacjach z innymi zachowania te manifestują przesądy, zachowania krytyczne.
Ja-Rodzic ujawnia się najczęściej w sytuacjach, gdy w trakcie interakcji jedna z osób stosuje wobec innych nakazy i dyrektywy, traktując ją jednocześnie paternalistycznie. W sytuacji, gdy partner interakcji przyjmuje rolę dziecka często osoba przyjmująca rolę rodzica stosuje pobłażanie, opiekunczość czy apodyktyczność. Jeżeli partner interakcji przyjmuje rolę dorosłego, wówczas rodzic stosuje porady, traktując swego partnera poważniej. W przypadku, gdy w trakcie interakcji objawia się stan Ja-Rodzic u obu partnerów, mogą oni wymieniać krytyczne uwagi na temat otaczającej ich rzeczywistości, np. może być to plotkowanie na tematy polityczne.
Ja-Rodzic wykonuje wiele reakcji automatycznie, umożliwia skuteczne wypełnianie roli rodzica własnych dzieci, funkcjonowanie społeczne. 
Ja-Rodzic czasem jest różnicowany na Rodzica Krytycznego oraz Rodzica Opiekuńczego, co dokładniej opisuje zestaw krytycznych bądź pełnych miłości bezkrytycznej treści zakodowanych w Ja. Obie postawy są przydatne w różnych sytuacjach, jednak częsta nadkrytyczność lub brak krytyczności są elementami analizy relacji interpersonalnych dorosłych osób w procesie terapii AT.
W psychoanalizie przybliżonym odpowiednikiem Rodzica jest superego.

## Transakcje

Transakcje równoległe (komplementarne)
Wymiana informacji Dorosły-Dorosły
Transakcja współczucia Rodzic-Rodzic
Transakcja zabawowa Dziecko-Dziecko
Transakcja Dziecko-Rodzic opiekuńczy
Transakcja zwrotna – wysłuchanie i zrozumienie Dziecko-Dorosły

Transakcje skrzyżowane
Transakcja skrzyżowana: Osoba 1 – Która godzina? Osoba 2 – Zawsze się pan tak śpieszy!
Transakcja skrzyżowana: Osoba 1 – Chciałabym jutro odwiedzić przyjaciółkę. Osoba 2 – Nie możesz wreszcie zostać i porozmawiać ze mną?
Transakcja skrzyżowana: Osoba 1 – Pobawmy się. Osoba 2 – Czy ty nigdy nie spoważniejesz?

## Poziomy analizy

### Klasyfikacja
Analiza transakcyjna obejmuje cztery poziomy analizy:
1. analizę strukturalną – osobowości,
2. analizę transakcyjną – działań i komunikatów werbalnych między ludźmi,
3. analizę gier – ukrytych transakcji zakończonych korzyścią psychiczną,
4. analizę skryptu – specyficznych tematów realizowanych w życiu.

### Analiza strukturalna
Jest metodą analizy uczuć, myśli i zachowań opartą na koncepcji stanów Ja.

### Analiza transakcyjna
Część teorii Erica Berne’a stanowią różne typy transakcji, jakich dokonują ludzie pomiędzy sobą zarówno świadomie jak i nieświadomie na różnych poziomach: społecznych czy psychologicznym. Transakcją jest każde pojawienie się przynajmniej dwu rozpoznawalnych znaków. Transakcje, jak również komunikaty i nastawienie względem siebie osób, biorących udział w transakcjach mogą być różnego typu.
Wyróżnia się trzy typy transakcji:
- Transakcja równoległa – gdy Ja jednej osoby znajduje się w stanie oczekiwanym przez drugą osobę i vice versa. Przykładowo, jeżeli stan Ja jednej osoby jest rodzicem i zwraca się ona do drugiej, traktując ją jak dziecko, to druga osoba, której Ja jest w stanie dziecka, traktuje pierwszą jak rodzica. Osoba 1. Ile razy pani mówiłem, żeby nie przeszkadzać mi w rozmowie, gdy jestem zajęty? Osoba 2. Przepraszam, przepraszam bardzo. Obiecuję, że to się więcej nie powtórzy.

- Transakcja krzyżowa – występuje wówczas, gdy co najmniej jedna osoba znajduje się w pewnym stanie Ja, który nie jest oczekiwany przez drugą. W szczególnym przypadku obie strony znajdują się w tym samym stanie Ja i traktują się wzajemnie oczekując zejścia do innego stanu Ja. Przykładowo dwie osoby będące w stanie Ja-Dorosły odnoszą się do Ja-Dziecko partnera interakcji. Osoba 1. Widzisz, to jest tak, że musisz się jeszcze sporo nauczyć. Wtedy będziesz mógł być dobrym piłkarzem. Osoba 2. A widzisz. Żeby móc dawać mi wskazówki, powinieneś jeszcze trochę się douczyć na temat tego, czym jest prawidłowo prowadzony trening.

- Transakcja ukryta – występuje wówczas, gdy uruchamiają się więcej niż dwa stany Ja jednocześnie. Przekaz niejawny jest często ukryty za społecznie akceptowaną formą. Istnieją tutaj dwa poziomy: społeczny i psychologiczny. W transakcji ukrytej na poziomie społecznym zachodzi interakcja między innymi stanami Ja niż na poziomie psychologicznym. Wyróżniane są transakcje kątowe i podwójne transakcje ukryte.
  - Transakcja kątowa – występuje wówczas, gdy na poziomie społecznym i na poziomie psychologicznym jedna osoba występuje w tym samym stanie Ja, natomiast na obu poziomach odwołuje się do dwóch różnych stanów Ja drugiej osoby. Osoba 1. Zmiany w projekcie są konieczne, ale na razie nie formułuj żadnych propozycji, bo nie zapoznałeś się z projektem zbyt dobrze Osoba 2. Przejrzałem projekt wystarczająco dobrze, aby móc zaproponować pewne poprawki. Na poziomie społecznym powyższa transakcja zachodzi pomiędzy stanami Ja-Dorosły obu osób. Pierwsza osoba rzeczowo informuje drugą o konieczności wprowadzenia zmian do projektu oraz wyraża merytoryczny sprzeciw wobec zaangażowania się tej drugiej w zmiany, ze względu na jej brak wiedzy na temat projektu. Na poziomie psychologicznym Ja-Dorosły pierwszej osoby zwraca się do stanu Ja-Dziecko drugiej osoby. Ukryty przekaz w tym przypadku mógłby znaczyć: Jesteś jeszcze niedoświadczony, nie bierz się za coś, na czym się nie znasz W odpowiedzi druga osoba przekazuje ukryty przekaz Właśnie pokażę ci, że znam się na tym bardzo dobrze.
  - Podwójna transakcja ukryta – w podwójnej transakcji ukrytej biorą udział cztery stany Ja prowadzących interakcje osób. Na poziomie społecznym obie osoby występują w innych stanach Ja niż na poziomie psychologicznym. Osoba 1. Zniszczyłem część twojej pracy, przepraszam. Osoba 2. Dobrze, że mi o tym powiedziałeś. Na poziomie społecznym występują dwa stany Ja-Dorosły. Pierwsza osoba informuje drugą, że dokonała zniszczenia jej pracy, a druga dziękuje za powiadomienie o tym incydencie. Na poziomie psychologicznym pierwsza osoba występuje jako Dziecko przepraszające za to, czego dokonało, natomiast druga osoba występuje jako Rodzic, pokazujący na czym polega samokontrola. Powyżej opisana transakcja jest często występująca w grze Spryt. Na poziomie społecznym w opisanym powyżej przypadku obie osoby rozmawiają jako Dorośli, unikając wzajemnej wrogości, natomiast na poziomie psychologicznym Dziecko ciągle dokonuje aktów wandalizmu i przepraszając za nie wymusza na Rodzicu, by mu przebaczał.

### Analiza gier
Gra psychologiczna to powtarzający się zbiór transakcji pozornie racjonalnych, zawierających ukrytą motywację i przewidywalną korzyść, stanowiącą zakończenie gry i jej cel rzeczywisty. Celem prowadzenia gier jest przeżycie emocji (najczęściej negatywnych) wywodzących się ze skryptu. Kolejnym celem osiąganym w wyniku prowadzenia gier jest utrwalanie (potwierdzanie) skryptu życiowego, „znów to się przytrafiło – tak już mam, zawsze tak jest”.
Pozycje psychologiczne to systemy postaw życiowych, wynikających z przekonań na własny temat i na temat innych. W analizie transakcyjnej wyróżnia się cztery typy możliwych pozycji:
- Ja jestem OK, ty jesteś OK. – pozycja zdrowia psychicznego, postawa realistyczna pozwalająca rozwiązać konstruktywnie problemy życiowe, wiąże się z pozytywnymi oczekiwaniami wobec innych, respektem dla ich potrzeb i autonomii;
- Ja jestem OK, ty nie jesteś OK. – postawa „ofiar życiowych”, pozycja ta występuje często u przestępców;
- Ja nie jestem OK, ty jesteś OK. – pozycja typowa dla osób z poczuciem niższości, prowadzi do zachowań introwertywnych, wycofania społecznego;
- Ja nie jestem OK, ty nie jesteś OK. – postawa charakterystyczna dla osób manifestujących zachowania schizoidalne, pozbawionych radości życia.

### Analiza skryptu
Skrypt to najszersze pojęcie AT, dotyczy ogólnego planu życiowego. Powstaje w stanie Ja-Dziecko i jest rozwijany w transakcji między rodzicami a dzieckiem. Gry stosowane najczęściej są częścią skryptu. Według Berne’a podstawowym celem analizy transakcyjnej jest analiza skryptu, ponieważ skrypt decyduje o losie i tożsamości danej osoby. 
Skrypt określa częstotliwość występowania każdego z trzech stanów Ja.
Analizując skrypt życiowy bierze się pod uwagę:
- surowe polecenia,
- kontra-surowe polecenia,
- program życia,
- postawy życiowe,
- strukturę osobowości,
- analizę gier.

## Literatura
- Berne E., W co grają ludzie? Psychologia stosunków międzyludzkich. PWN, Warszawa 1987
- Berne E., „Dzień dobry” …i co dalej? Psychologia ludzkiego przeznaczenia. Dom Wydawniczy REBIS, Poznań 1998
- Harris T.A., W zgodzie z sobą i z tobą. Praktyczny przewodnik po analizie transakcyjnej. IW PAX, Warszawa 1987
- James M., Jongeward D., Narodzić się by wygrać. Analiza transakcyjna na co dzień. Dom Wyd. REBIS, Poznań 1994
- Krzemiński I., Co dzieje się między ludźmi? Wyd. Naukowe i Literackie OPEN, Wyd. Jacek Santorski & CO
- Rogoll. R., Aby być sobą. Wprowadzenie do analizy transakcyjnej PWN, Warszawa 1989
- Samek T., Analiza transakcyjna. CTA i Wyd. Zakonu Pijarów
- Dehner R., Dehner U., W co oni grają. Manipulacje w codziennym życiu. Wydawnictwo HELION, Warszawa 2009